# Галан (коммуна)
Гала́н (фр. и окс. Galan) — коммуна во Франции, находится в регионе Юг — Пиренеи. Департамент — Верхние Пиренеи. Административный центр кантона Галан. Округ коммуны — Тарб.
Код INSEE коммуны — 65183.

## География
Коммуна расположена приблизительно в 650 км к югу от Парижа, в 95 км северо-западнее Тулузы, в 28 км к востоку от Тарба.
Коммуна расположена на плато Ланнемезан. По территории коммуны протекают реки Петит-Баиз и Баизоль.

## Климат
Климат умеренно-океанический с солнечной тёплой погодой и обильными осадками на протяжении практически всего года.

## Население
Население коммуны на 2010 год составляло 727 человек.
| 1962 | 1968 | 1975 | 1982 | 1990 | 1999 | 2010 |
| ---- | ---- | ---- | ---- | ---- | ---- | ---- |
| 852  | 947  | 931  | 917  | 849  | 804  | 727  |

## Администрация
| Период | Период | Фамилия     | Партия                         | Примечания               |
| ------ | ------ | ----------- | ------------------------------ | ------------------------ |
| ?      | 2008   | Андре Лапер | Союз за французскую демократию | член генерального совета |
| 2008   | 2020   | Ален Дюкас  |                                |                          |

## Экономика
В 2010 года среди 350 человек трудоспособного возраста (15-64 лет) 240 были экономически активными, 110 — неактивными (показатель активности — 68,6 %, в 1999 году было 60,3 %). Из 240 активных жителей работали 214 человек (115 мужчин и 99 женщин), безработных было 26 (14 мужчин и 12 женщин). Среди 110 неактивных 18 человек были учениками или студентами, 63 — пенсионерами, 29 были неактивными по другим причинам.

## Достопримечательности
- Церковь Св. Иулиана (XIV век). Исторический памятник с 1944 года[4]
- Бывшая мэрия (1820 год). Исторический памятник с 1984 года[5]
- Старые городские ворота (XVI век). Исторический памятник с 1946 года[6]

## Фотогалерея

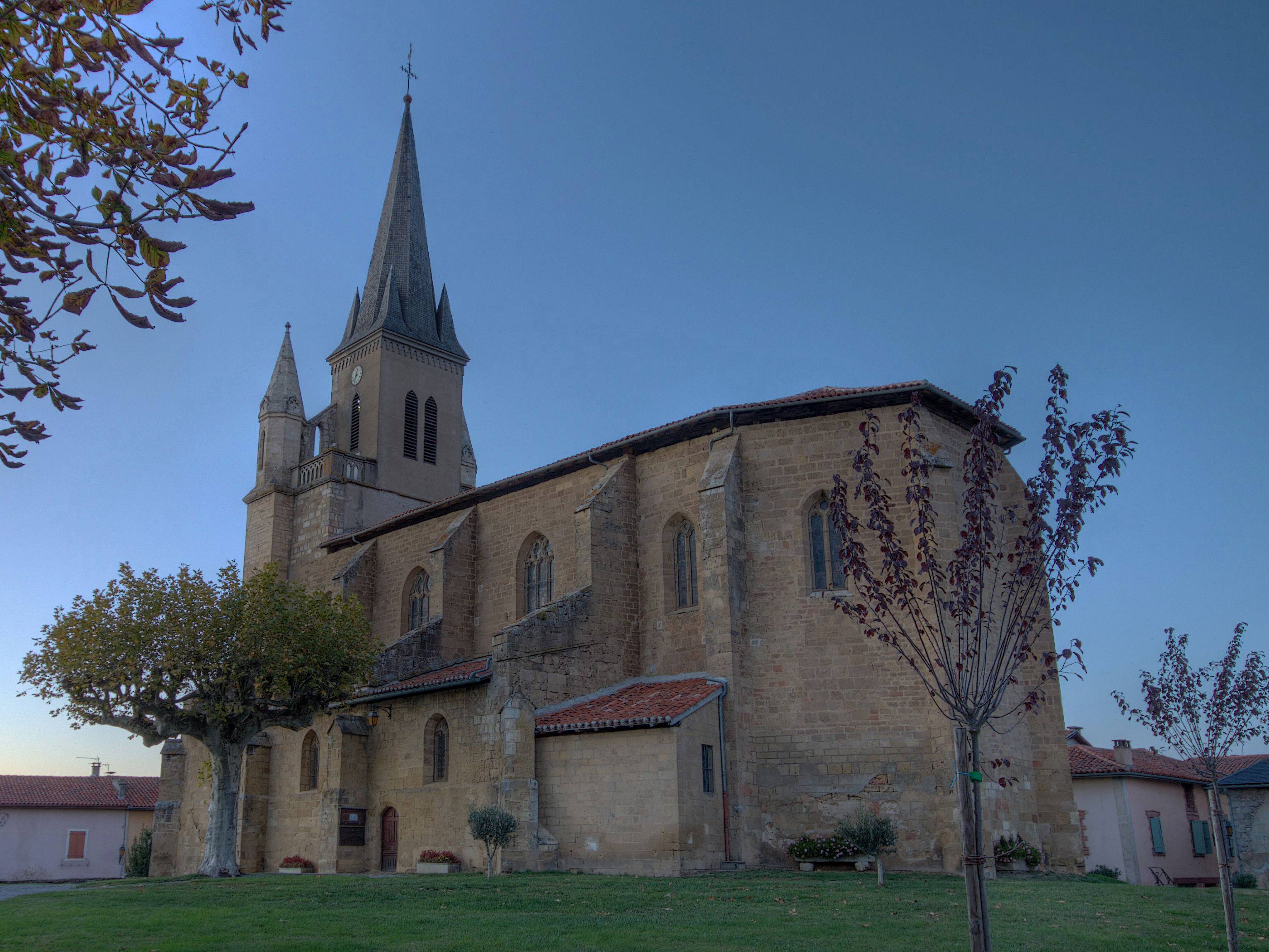
Церковь Св. Иулиана
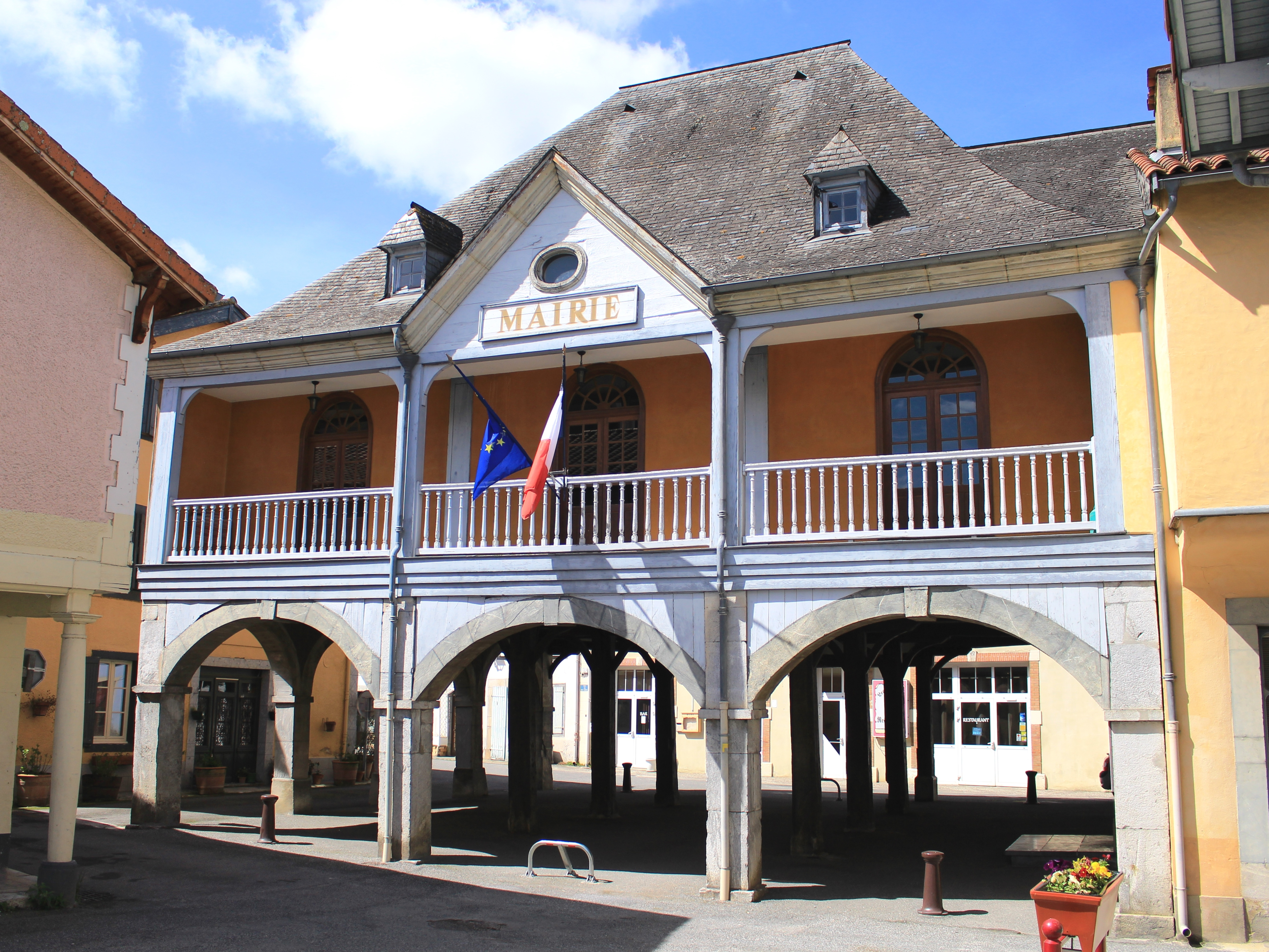
Мэрия
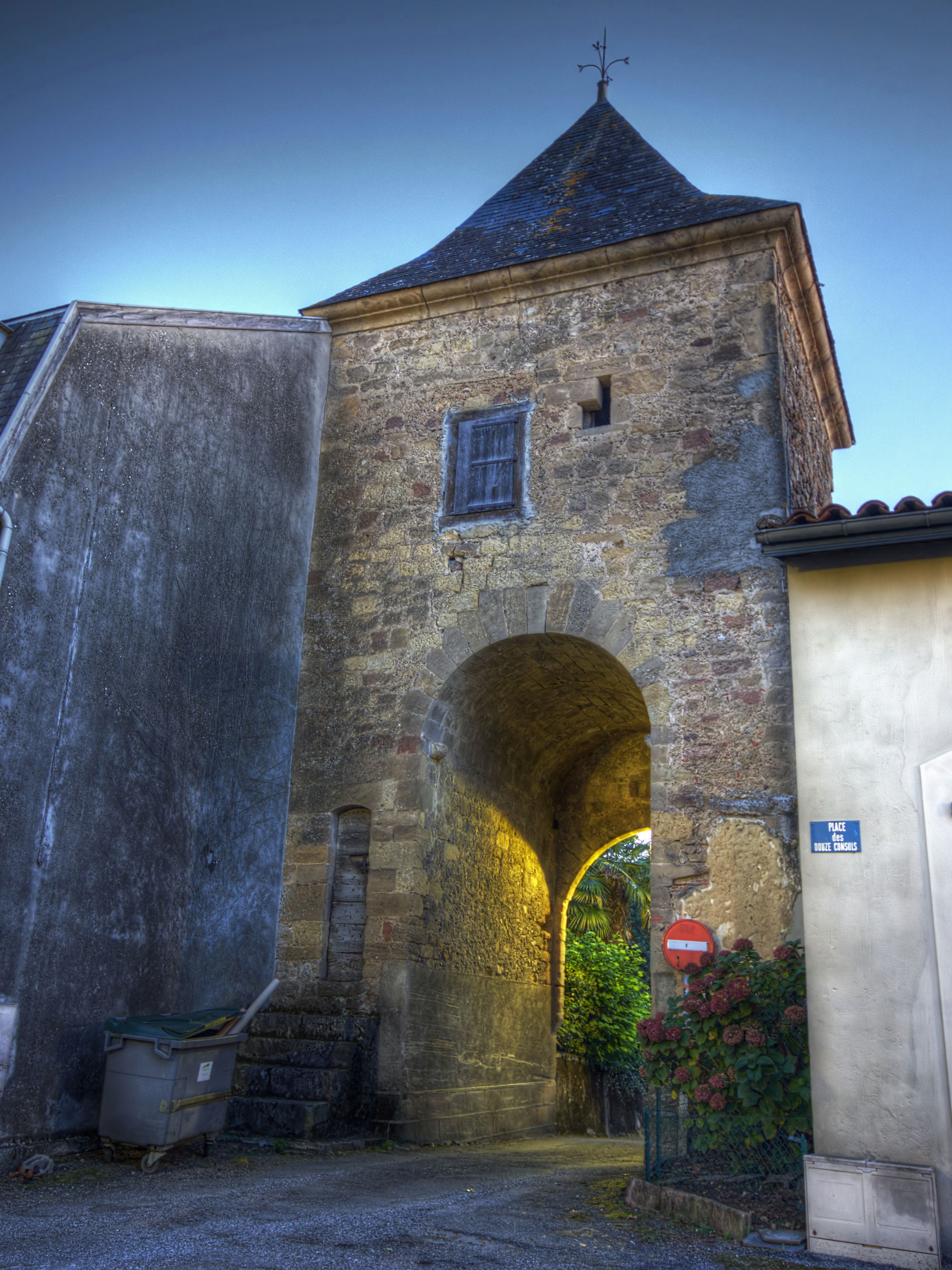
Ворота в город
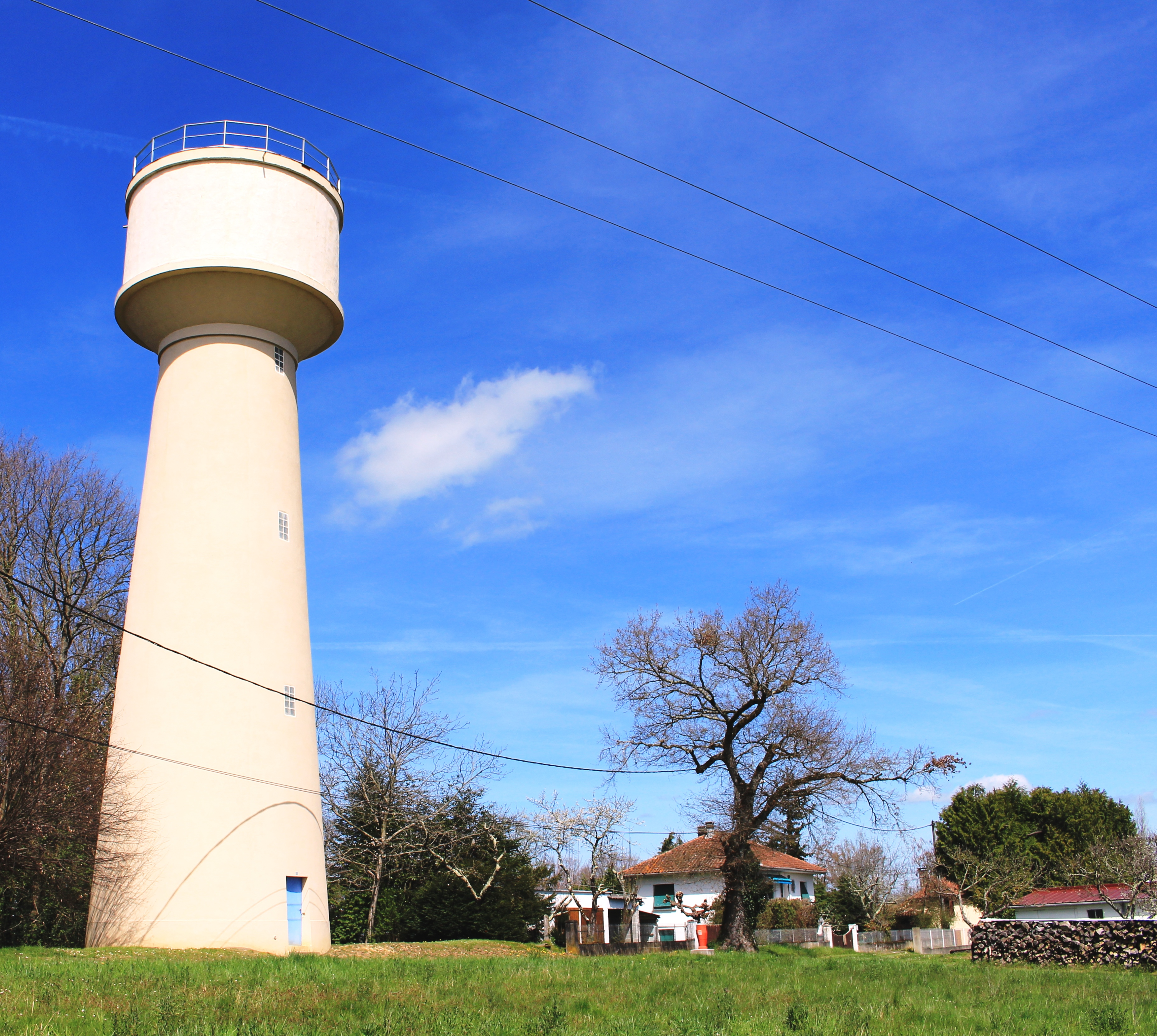
Водонапорная башня
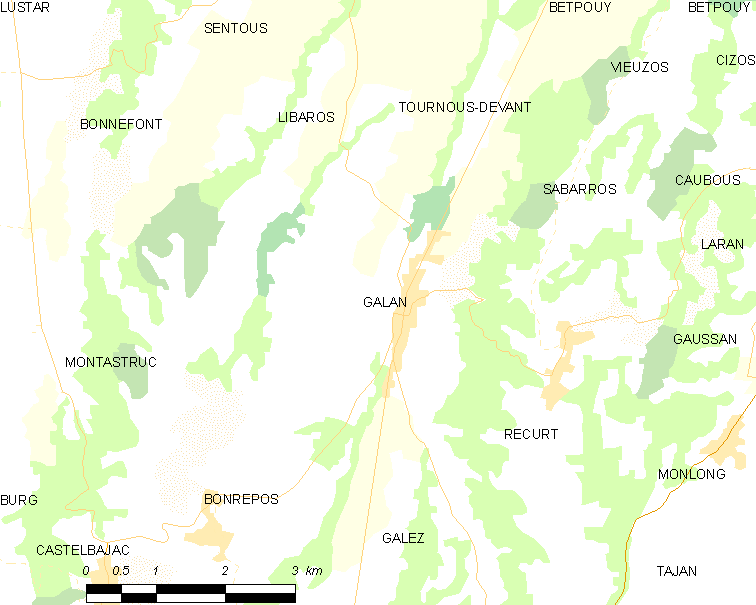
Карта коммуны